# Алексеевка (Благовещенский район)
Алексеевка — село в Благовещенском районе Алтайского края России. Является центром Алексеевского сельсовета.

## История
Первые жители из Тамбовской, Орловской, Рязанской губерний заселялись здесь с 1907 по 1915 годы на переселенческом участке «Нечунаевский» (сформирован в 1910 г.). Участок получил свое название по фамилии донского казака Нечунаева из села Глубокое, владевшего на этой территории небольшим подворьем возле ляги в 1903 году. Позже и до начала заселения участка земли принадлежали леньковцу Алексеевскому, отсюда и новой имя – Алексеевский, которое поселок получил до 1914 года. Первыми поселенцами были семьи Шишкиных, Абрамовых, Рыбиных, Климовых, Будянских и других. На декабрь 1926 г. в поселке было 77 дворов, в которых проживало 415 человек. В составе Благовещенского района поселок находится с 23.02.1935 г. Были созданы колхозы «Искра», «Алексеевский». В 1928 г. посёлок Алексеевка №1 состоял из 77 хозяйств. Преобладающее население: русские и украинцы. Являлся центром Алексеевского сельсовета Благовещенского района Славгородского округа Сибирского края.

## Население
| 1997 | 1998 | 1999 | 2000 | 2001 | 2002 | 2003 |
| ---- | ---- | ---- | ---- | ---- | ---- | ---- |
| 515  | ↗519 | ↗524 | ↘510 | ↗525 | ↘517 | ↘474 |
| 2004 | 2005 | 2006 | 2007 | 2008 | 2009 | 2010 |
| ↗488 | ↗515 | ↘434 | ↘432 | ↗441 | ↘355 | ↗372 |
| 2011 | 2012 | 2013 |      |      |      |      |
| →372 | ↘343 | ↗347 |      |      |      |      |